# System Sensor
System Sensor – system ułatwiający komunikację osoby niepełnosprawnej z otoczeniem dzięki umożliwieniu jej obsługiwania komputera oraz sprzętu RTV przy użyciu mimiki, lub ruchów dowolnej części ciała, którą osoba niepełnosprawna może kontrolować.
System dzięki zespołowi urządzeń elektronicznych zarządzanych za pomocą komputera przeznaczony jest przede wszystkim dla osób niepełnosprawnych cierpiących na częściowy lub całkowity paraliż kończyn górnych i dolnych (tetraplegię) połączony lub nie z utratą mowy, umożliwiający im kontakt z otoczeniem. Najważniejszym elementem systemu jest czujnik nadawczo-odbiorczy oraz centralka. 

Według informacji zawartych na stronie Urzędu Miejskiego Ostrowa Wielkopolskiego system 

pozwala chorym na uczestnictwo w realizacji wybranych procesów produkcyjnych w zakładach pracy chronionej, sterowanie urządzeniami gospodarstwa domowego, a w szczególności sprzętem RTV, wykonywanie określonych prac biurowo-administracyjnych, menadżerskich, informatycznych, literackich itp. Pozwala także korzystać z wszystkich możliwości, jakie daje praca z komputerem w szerokim tego słowa znaczeniu

.

## Twórcy Systemu Sensor
Nad systemem Sensor pracowała grupa naukowców z Ostrowa Wielkopolskiego. Pomysłodawcami i autorami projektu są Roman Biadała i Edward Tyburcy,
projekt i wykonanie układów elektronicznych z oprogramowaniem układowym wykonali Roman Biadała i Edward Tyburcy, głównym programistą aplikacji PC był Kamil Adamczuk, drugim programistą aplikacji PC był Roman Biadała, promocją medialną i stroną www zajął się Paweł Mielczarek.